# Tropicharis
Tropicharis is een geslacht van vliesvleugeligen uit de familie Eulophidae. De wetenschappelijke naam van dit geslacht is voor het eerst geldig gepubliceerd in 1998 door Hansson.

## Soorten
Het geslacht Tropicharis is monotypisch en omvat slechts de volgende soort:
- Tropicharis cecivora Hansson, 1998